# Locustella idonea
La buscarla de Dalat (Locustella mandelli) es una especie de ave paseriforme de la familia Locustellidae endémica de Vietnam. Anteriormente se consideraba una subespecie de Locustella mandelli.

## Distribución y hábitat
La buscarla de Dalat se encuentra únicamente en la meseta de Da Lat, en el sureste de Vietnam.